# Lola Noh
Lorene „Lola“ Won Noh (* 30. Juni 1972 im Los Angeles County, Kalifornien) ist eine US-amerikanische Schauspielerin und Filmproduzentin.

## Leben
Noh wurde am 30. Juni 1972 im Los Angeles County geboren. Sie gab 1995 ihr Schauspieldebüt im Film Congo in der Rolle der Amy. 1999 folgte eine Rolle im Fernsehfilm Primal Force. Nach einer fast zehnjährigen Pause spielte sie 2009 in einer Episode der Fernsehserie Dr. House und im Kurzfilm B-Boy Bear mit. In den nächsten Jahren folgten in unregelmäßigen Abständen Mitwirkungen an Episodenrollen verschiedener Fernsehserien, Nebenrollen in Spielfilmen und Besetzungen in Kurzfilmen. Seit 2016 tritt sie zusätzlich als Produzentin vor allem für Kurzfilme in Erscheinung. Für die Musikerin Lisa Dondlinger produzierte sie 2018 das Musikvideo zur Single Life and Love. 2019 produzierte sie acht Episoden der Fernsehserie ctrl alt delete. 2021 im Film Love and Baseball übernahm sie eine Charakterrolle und zusätzlich die Filmproduktion.

## Filmografie

### Schauspiel
- 1995: Congo
- 1999: Primal Force (Fernsehfilm)
- 2009: Dr. House (House, M.D.) (Fernsehserie, Episode 5x18)
- 2009: B-Boy Bear (Kurzfilm)
- 2011: On the Line with Sandy and Hannah (Fernsehfilm)
- 2016: Heartbeat (Fernsehserie, Episode 1x07)
- 2017: Good Hard Bang! (Kurzfilm)
- 2018: Time Stands Still (Kurzfilm)
- 2020: Banging Lanie
- 2020: Linda Evans Is My Spirit Animal (Kurzfilm)
- 2020: Un Gigante Sin Cabeza! (Sprechrolle)
- 2021: Love and Baseball

### Produktion
- 2016: Boxed Out (Kurzfilm)
- 2016: The Gifting Tree (Kurzfilm)
- 2016: Hossein & Abdul (Fernsehserie)
- 2017: Best Friend (Kurzfilm)
- 2017: + (Kurzfilm)
- 2018: Another Round (Kurzfilm)
- 2018: Monotony (Kurzfilm)
- 2019: Made Public (Kurzfilm)
- 2019: ctrl alt delete (Fernsehserie, 8 Episoden)
- 2019: Saved Rounds (Kurzfilm)
- 2019: Spring Cleaning (Kurzfilm)
- 2020: Banging Lanie
- 2020: Linda Evans Is My Spirit Animal (Kurzfilm)
- 2021: Love and Baseball
- 2021: Abides (Kurzfilm)